# Associazione Calcio Juve Stabia 2000-2001
Questa voce raccoglie le informazioni riguardanti la Società Sportiva Juve Stabia nelle competizioni ufficiali della stagione 2000-2001.

## Stagione
Nella stagione 2000-2001 dopo la retrocessione, la Juve Stabia è giunta all'undicesimo posto nel campionato di Serie C2 girone C con 42 punti. Allenata da Piero Cucchi disputa un brutto girone di andata, concluso con solo 16 punti, in terz'ultima posizione, ed un ottimo girone di ritorno finito con un bottino di 26 punti. Con un finale di campionato sul campo senza patemi d'animo. Nella Coppa Italia di Serie C le vespe disputano il girone O di qualificazione, che ha promosso ai sedicesimi Cavese e Santa Anastasia. I guai per la Juve Stabia sono arrivati al termine della stagione, con il fallimento della Associazione Calcio Juve Stabia, che non ha potuto iscriversi a nessun campionato, nemmeno alla Serie D, per la prossima stagione. Tornerà nella stagione 2003-2004, la nuova Società Sportiva Juve Stabia, a disputare il girone G del campionato di Serie D.

## Rosa
| N. |                      | Ruolo | Calciatore          |
| -- | -------------------- | ----- | ------------------- |
|    | Italia (bandiera)    | P     | Ciro Ambra          |
|    | Italia (bandiera)    | P     | Patrizio Fimiani    |
|    | Rep. Ceca (bandiera) | P     | Milan Zahalka       |
|    | Italia (bandiera)    | D     | Roberto Sala        |
|    | Italia (bandiera)    | D     | Emilio Affuso       |
|    | Italia (bandiera)    | D     | Antonio Altamura    |
|    | Italia (bandiera)    | D     | Cristian Galliano   |
|    | Italia (bandiera)    | D     | Felice Rea          |
|    | Italia (bandiera)    | D     | Antonello Spagnuolo |
|    | Italia (bandiera)    | D     | Carmine Peluso      |
|    | Italia (bandiera)    | D     | Stefano Scardala    |
|    | Italia (bandiera)    | D     | Daniel Terrera      |
|    | Italia (bandiera)    | C     | Raffaele Esposito   |
|    | Italia (bandiera)    | C     | Alberto Reccolani   |
|    | Svizzera (bandiera)  | C     | Giovanni Adamo      |

| N. |                   | Ruolo | Calciatore          |
| -- | ----------------- | ----- | ------------------- |
|    | Italia (bandiera) | C     | Salvatore Cesarano  |
|    | Italia (bandiera) | C     | Angelo Teta         |
|    | Italia (bandiera) | C     | Michele Andrisani   |
|    | Italia (bandiera) | C     | Giuseppe Del Gaudio |
|    | Italia (bandiera) | C     | Nicola Di Criscio   |
|    | Italia (bandiera) | C     | Angelo Giacalone    |
|    | Italia (bandiera) | C     | Alberto Reccolani   |
|    | Italia (bandiera) | C     | Giuseppe Vives      |
|    | Italia (bandiera) | C     | Michele Solimene    |
|    | Italia (bandiera) | A     | Vincenzo Garofalo   |
|    | Italia (bandiera) | A     | Lorenzo Bedin       |
|    | Italia (bandiera) | A     | Cosimo Nobile       |
|    | Italia (bandiera) | A     | Giorgio Bresciani   |
|    | Italia (bandiera) | A     | Giulio Russo        |

## Risultati

### Campionato

#### Girone di andata
| Arbitro: | D'Aguanno (Marsala) |

|              |           |                                            |
| G. Russo 78’ | Marcatori | 15’ Chietti 37’, 66’ Verolino 89’ T. Manzo |

| Arbitro: | Zenere (Schio) |

|                  |           |  |
| F. De Napoli 76’ | Marcatori |  |

| Arbitro: | Tonolini (Milano) |

|                                |           |                          |
| G. Russo 48’ Teta 90+5’ (rig.) | Marcatori | 13’ Sgambati 84’ Bonetti |

| Arbitro: | G. Rocchi (Firenze) |

|                         |           |  |
| Procopio 10’ Brutto 37’ | Marcatori |  |

| Cava dei Tirreni 1º ottobre 2000 5ª giornata | Cavese                | 0 – 0 | Juve Stabia | Stadio Simonetta Lamberti\| Arbitro: \| Santoro (Domodossola) \| |
| Arbitro:                                     | Santoro (Domodossola) |       |             |                                                                  |

| Arbitro: | Nicoletti (Macerata) |

|  |           |             |
|  | Marcatori | 44’ Minadeo |

| Torre del Greco 15 ottobre 2000 7ª giornata | Turris         | 0 – 0 | Juve Stabia | Stadio Amerigo Liguori\| Arbitro: \| Ferrari (Roma) \| |
| Arbitro:                                    | Ferrari (Roma) |       |             |                                                        |

| Arbitro: | Masiero (Mestre) |

|                     |           |                |
| G. Russo 33’ (rig.) | Marcatori | 24’ G. Criniti |

| Arbitro: | Marino (Roma) |

|                              |           |  |
| V. Garofalo 10’ Affuso 90+2’ | Marcatori |  |

| Catanzaro 5 novembre 2000 10ª giornata | Catanzaro           | 0 – 0 | Juve Stabia | Stadio Nicola Ceravolo\| Arbitro: \| G. Rocchi (Firenze) \| |
| Arbitro:                               | G. Rocchi (Firenze) |       |             |                                                             |

| Arbitro: | Cigalotti (Milano) |

|                            |           |                 |
| V. Garofalo 2’, 87’ (rig.) | Marcatori | 78’ (rig.) Cosa |

| Sora 26 novembre 2000 12ª giornata | Sora                     | 0 – 0 | Juve Stabia | Stadio Claudio Tomei\| Arbitro: \| Giordano (Caltanissetta) \| |
| Arbitro:                           | Giordano (Caltanissetta) |       |             |                                                                |

| Arbitro: | Giannoccaro (Lecce) |

|                        |           |             |
| V. Garofalo 25’ (rig.) | Marcatori | 88’ Suriano |

| Arbitro: | Micoli (Tivoli) |

|                |           |  |
| Balestrieri 9’ | Marcatori |  |

| Arbitro: | Giammillaro (Messina) |

|                |           |                        |
| Del Gaudio 89’ | Marcatori | 59’ (rig.) Vantaggiato |

| Arbitro: | Niccolai (Livorno) |

|            |           |                  |
| Riganò 80’ | Marcatori | 90+2’ Del Gaudio |

| Arbitro: | Carrer (Conegliano) |

|                |           |             |
| Del Gaudio 53’ | Marcatori | 87’ Armonia |

#### Girone di ritorno
| Pozzuoli 14 gennaio 2001 18ª giornata | Puteolana           | 0 – 0 | Juve Stabia | Stadio Domenico Conte\| Arbitro: \| Vicinanza (Albenga) \| |
| Arbitro:                              | Vicinanza (Albenga) |       |             |                                                            |

| Arbitro: | Giachero (Pinerolo) |

|           |           |  |
| Adamo 61’ | Marcatori |  |

| Sant'Anastasia 28 gennaio 2001 20ª giornata | Sant'Anastasia      | 0 – 0 | Juve Stabia | Stadio Agostino De Cicco\| Arbitro: \| G. Rocchi (Firenze) \| |
| Arbitro:                                    | G. Rocchi (Firenze) |       |             |                                                               |

| Castellammare di Stabia 4 febbraio 2001 21ª giornata | Juve Stabia      | 0 – 0 | Gela J.T. | Stadio Comunale\| Arbitro: \| Tonin (Piombino) \| |
| Arbitro:                                             | Tonin (Piombino) |       |           |                                                   |

| Arbitro: | Ciampi (Pisa) |

|                                              |           |  |
| Del Gaudio 26’, 35’ Amato 74’ Garofalo 90+1’ | Marcatori |  |

| Arbitro: | Benedetti (Vicenza) |

|                 |           |              |
| W. Piccioni 51’ | Marcatori | 81’ Garofalo |

| Arbitro: | Siragusa (Acireale) |

|                               |           |  |
| Cirillo 74’ Affuso 82’ (rig.) | Marcatori |  |

| Arbitro: | Banti (Livorno) |

|                                             |           |           |
| Caserta 28’ D'Aviri 45+1’ (rig.) Di Meo 53’ | Marcatori | 84’ Bedin |

| Arbitro: | Batistella (Conegliano) |

|                 |           |                     |
| Sanseverino 64’ | Marcatori | 26’ Vives 89’ Bedin |

| Arbitro: | Lambertini (Bologna) |

|                 |           |                 |
| Nobile 52’, 57’ | Marcatori | 84’ Caggianelli |

| Arbitro: | Ferrari (Roma) |

|                      |           |           |
| Cosa 29’, 49’ (rig.) | Marcatori | 55’ Bedin |

| Arbitro: | Girardi (San Donà di Piave) |

|                                         |           |            |
| Di Criscio 43’ Nobile 55’ Reccolani 67’ | Marcatori | 46’ Erbini |

| Acireale 14 aprile 2001 30ª giornata | Acireale         | 0 – 0 | Juve Stabia | Stadio Tupparello\| Arbitro: \| Masiero (Mestre) \| |
| Arbitro:                             | Masiero (Mestre) |       |             |                                                     |

| Castellammare di Stabia 22 aprile 2001 31ª giornata | Juve Stabia                | 0 – 0 | Giugliano | Stadio Romeo Menti\| Arbitro: \| Santucci (Reggio Calabria) \| |
| Arbitro:                                            | Santucci (Reggio Calabria) |       |           |                                                                |

| Arbitro: | Sacco (Civitavecchia) |

|                             |           |                    |
| Ghirardelli 50’ Baratto 65’ | Marcatori | 67’, 79’ Giacalone |

| Castellammare di Stabia 6 maggio 2001 33ª giornata | Juve Stabia    | 0 – 0 | Taranto | Stadio Romeo Menti\| Arbitro: \| Zenere (Schio) \| |
| Arbitro:                                           | Zenere (Schio) |       |         |                                                    |

| Arbitro: | P. Rossi (Forlì) |

|                           |           |                 |
| Saladino 17’ Fumarola 72’ | Marcatori | 41’ (rig.) Teta |

### Coppa Italia di Serie C

#### Girone O
| Arbitro: | Micoli (Tivoli) |

|  |           |             |
|  | Marcatori | 36’ Caliano |

| Arbitro: | Ambrosino (Torre del Greco) |

|                             |           |              |
| Cetronio 53’ Sgambati 90+1’ | Marcatori | 10’ Solimene |

| 23 agosto 2000 3ª giornata |  | – Turno di riposo Juve Stabia |  |  |

| Andria 27 agosto 2000 4ª giornata | Fidelis Andria     | 0 – 0 | Juve Stabia | Stadio degli Ulivi\| Arbitro: \| Semeraro (Taranto) \| |
| Arbitro:                          | Semeraro (Taranto) |       |             |                                                        |

| Arbitro: | Rubino (Salerno) |

|  |           |                       |
|  | Marcatori | 2’ Papa 85’ Marrocolo |